# Gustav Sigmund Reinhard von Gemmingen
Gustav Sigmund Reinhard Friedrich Nepomuk von Gemmingen (* 1. Juli 1871 in Bürg; † 30. August 1943 ebenda) war württembergischer Offizier und Kammerherr sowie Grundbesitzer in Bürg und Rappenau.

## Leben
Er war der Sohn des Gustav von Gemmingen (1813–1894) und dessen zweiter Frau Franziska von Mourat. Er war ab 1879 im Jesuitenpensionat Stella Matutina in Feldkirch. Nach der Portepeefähnrichsprüfung 1890 in Berlin trat er im selben Jahr in das 1. württembergische Ulanenregiment König Karl Nr. 19 ein und besuchte die Kriegsschule in Potsdam.
Er war als persönlicher Adjutant des Herzogs Robert von Württemberg 1891 bei der Beisetzung von Königin Victoria in England. 1901 wurde er mit dem Ritterkreuz Erster Klasse des Friedrichs-Ordens ausgezeichnet. 1902 heiratete er Olga Gräfin von Beroldingen und diente ab jenem Jahr im Ulanen-Regiment „König Wilhelm I.“ in Ludwigsburg. Später wurde er mit dem Titel Kammerherr ausgezeichnet. Im Ersten Weltkrieg war er zunächst Kommandant von Montmédy, später leitete er ein Lager für gefangene französische Offiziere in Ellwangen.
Seinen Lebensabend verbrachte er auf seinem Besitz in Bürg, während er den Besitz in Rappenau bereits 1933 seinem Sohn Franz Maria Hans Weiprecht (1905–1945) übergeben hatte. 1936 wurde er bei einem Verkehrsunfall auf der Straße von Neuenstadt am Kocher nach Neckarsulm schwer verletzt. Der Unfallwagen war von einer seiner Töchter gelenkt worden.
Von drei Söhnen starben zwei im Zweiten Weltkrieg. Der letzte überlebende Sohn Sigmund Reinhard führte daher ab 1945 die Geschäfte der Schlossgärtnerei fort und ließ auf dem Hoesselinshof in der Nachkriegszeit noch ein neues Verwaltergebäude errichten, bevor auch er noch in jungen Jahren 1952 an einer schweren Krankheit starb.

## Familie
Er heiratete am 12. November 1902 in Ratzenried Olga von Beroldingen (1882–1963), die Tochter des württembergischen Hofmarschalls Franz Graf von Beroldingen.
Nachkommen:
- Franziska Maria (1904–1961)
- Franz Maria Hans Weiprecht (1905–1945) ⚭ Marie-Wilhelmine von Drechsel (1908–1996)
- Sigmund Reinhard (1907–1952) ⚭ Ingeborg Wendroth-Sielcken (1906–1976)
- Robert Pleikard (1909–1943)
- Marie Gabrielle (* 1912) ⚭ Rudolf Plank (1894–1974)